# Прастио (окръг Пафос)
Прастио̀ (на гръцки: Πραστειό, Прастьо̀) е изоставено село в Кипър, окръг Пафос. Според статистическата служба на Република Кипър през 2001 г. селото няма жители.